# 英普聯盟 (1756年)
英普聯盟（Anglo-Prussian Alliance）是由英國和普魯士之間通過《威斯敏斯特公約》（Treaty of Westminster）創建的軍事聯盟，該公約在七年戰爭期間的1756年至1762年之間正式存在。該聯盟使英國能夠將大部分精力集中在法國領導的聯盟的殖民領地上，而普魯士則首當其沖地承受著歐洲的戰鬥。它在戰爭的最後幾個月結束，但兩個王國之間的牢固聯繫仍然存在。

## 公約
威斯敏斯特公約是1756年1月16日普魯士腓特烈大帝與漢諾威選帝侯英國國王喬治二世簽署的中立條約。這一事態發展是由於英國擔心法國襲擊漢諾威而造成的。其條款規定，普魯士和英國將尋求阻止任何外國勢力通過神聖羅馬帝國，該條約是外交革命的一部分。